# 佩拉莱霍斯德拉斯特鲁查斯
佩拉莱霍斯德拉斯特鲁查斯，是西班牙卡斯蒂利亚-拉曼恰瓜达拉哈拉省的一个市镇。总面积71平方公里，总人口173人（2001年），人口密度2人/平方公里。